# Diplommatina alata
Diplommatina alata é uma espécie de gastrópode  da família Diplommatinidae.
É endémica de Palau.